# Большой Кудин
Большой Кудин — деревня в составе Головчинского сельсовета Белыничского района Могилёвской области Республики Беларусь.

## Географическое положение
Ближайшие населённые пункты: Ветка, Почепок, Малый Кудин.

## История
В 1577 году упоминается как деревня Кудин в составе имения Головчин в Оршанском повете ВКЛ.